# Architettura dell'Inghilterra

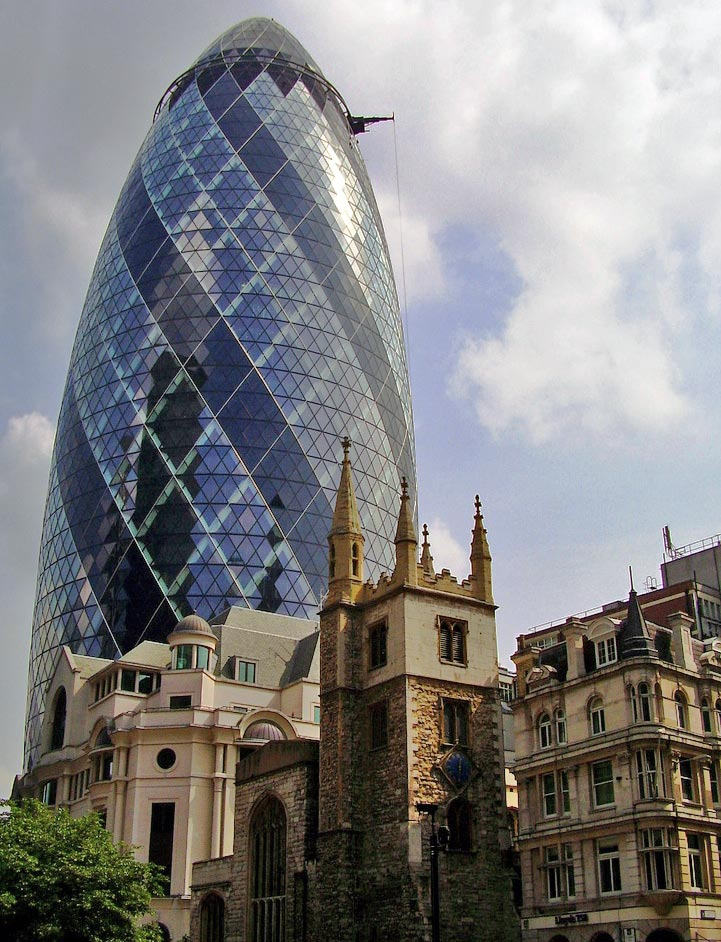
'Gherkin' Norman Foster si erge sopra la chiesa del XVI secolo St Andrew Undershaft nella City di Londra

L'architettura dell'Inghilterra è quella utilizzata nell'Inghilterra moderna e nello storico Regno d'Inghilterra. Spesso include edifici creati sotto l'influenza inglese o da architetti inglesi in altre parti del mondo, in particolare nelle colonie inglesi e successivamente britanniche e nell'Impero che si è sviluppato nel Commonwealth delle Nazioni.
A parte l'architettura anglosassone, le principali forme non-spontanee dell'architettura impiegate in Inghilterra prima del 1900 hanno avuto origine altrove nella parte occidentale dell'Europa, soprattutto in Francia e in Italia, mentre l'architettura modernista del XX secolo è derivata sia da influenze statunitensi che europee. Ciascuno di questi stili stranieri è stato assimilato all'interno della cultura architettonica inglese e ha dato origine a variazioni e innovazioni locali, producendo forme nazionali distinte. Tra gli stili più caratteristici originari dell'Inghilterra vi sono il gotico perpendicolare del tardo medioevo, il gotico alto vittoriano e lo stile Regina Anna.

## Architettura preistorica

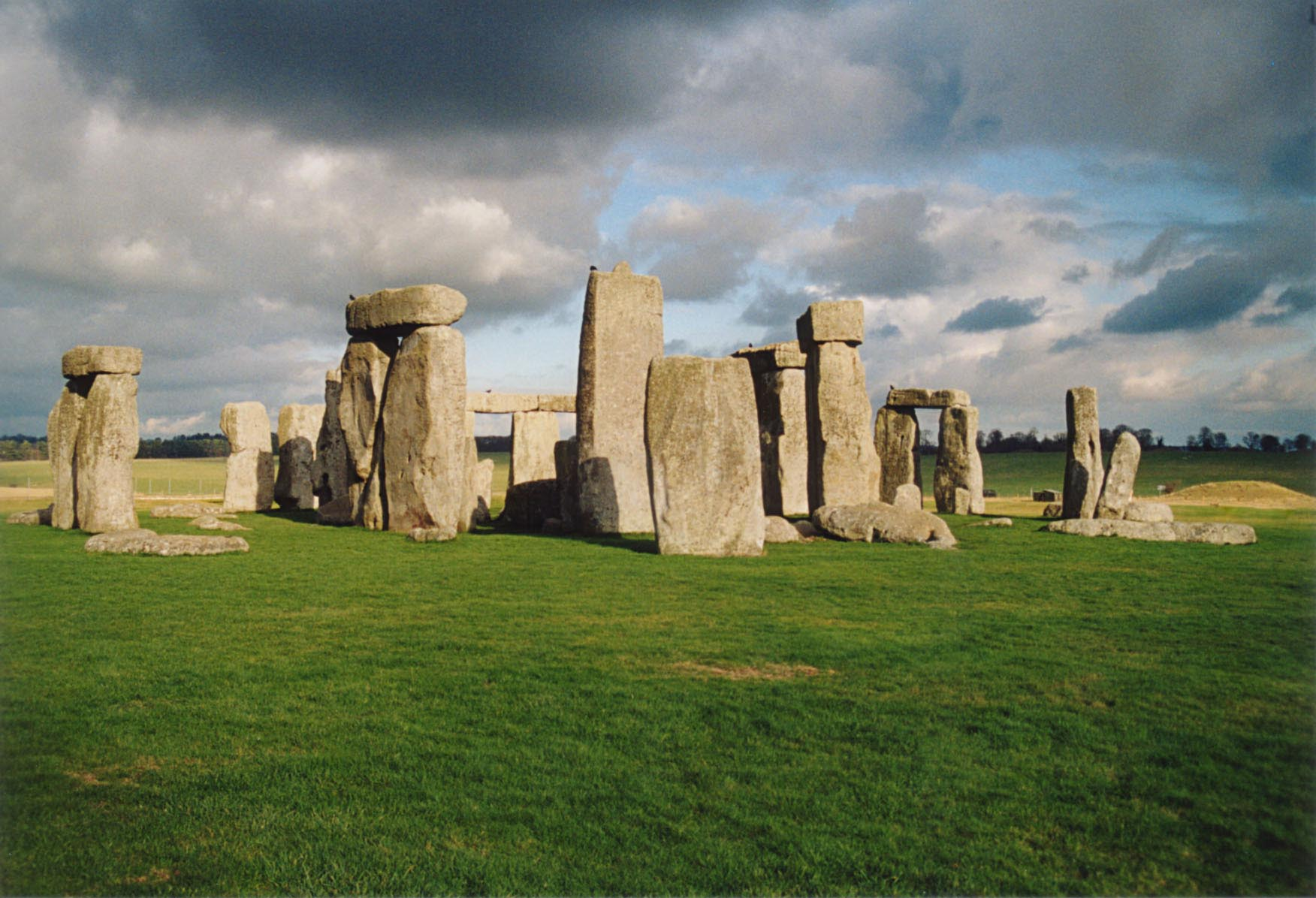
Stonehenge

I primi esempi conosciuti di architettura in Inghilterra sono le tombe megalitiche del Neolitico, come quelle della Wayland's Smithy e del West Kennet Long Barrow. Questi dolmen sono comuni in gran parte dell'Europa atlantica, l'odierna Spagna, la Bretagna, la Gran Bretagna e l'Irlanda. La datazione al radiocarbonio ha dimostrato che sono, come dice lo storico John Davies, "le prime costruzioni sostanziali e permanenti dell'uomo e che le prime di esse sono quasi 1.500 anni più antiche delle piramidi d'Egitto". Le henge neolitiche di Avebury e Stonehenge sono due dei monumenti megalitici più grandi e famosi al mondo. La struttura è un calendario annuale, ma non si conosce con certezza il motivo delle enormi dimensioni; i suggerimenti includono l'agricoltura, l'uso cerimoniale e l'interpretazione del cosmo. Con altri siti vicini, tra cui Silbury Hill, Beckhampton Avenue e West Kennet Avenue, formano un sito del Patrimonio dell'umanità dell'UNESCO chiamato Stonehenge, Avebury e siti associati.
In Inghilterra si possono vedere numerosi esempi di architettura dell'età del bronzo e del ferro. I monumenti funerari megalitici, sia singoli "barrow" (anche conosciuti, e segnati sulle moderne mappe del British Ordnance Survey, come Tumuli) o occasionalmente ciste ricoperte da cairn, sono una delle forme. L'altra è il terrapieno difensivo noto come fortezza collinare, come Maiden Castle e Cadbury Castle. L'evidenza archeologica suggerisce che l'architettura domestica britannica dell'età del ferro aveva una tendenza verso le abitazioni circolari, note come case rotonde.

## Architettura romana
Il periodo romano portò alla costruzione dei primi edifici di grandi dimensioni in Gran Bretagna, ma ben poco sopravvive fuori terra oltre alle fortificazioni. Queste includono sezioni del Vallo di Adriano, delle mura della città di Chester e dei forti costieri come quelli di Portchester, Pevensey e Burgh Castle, che sono sopravvissuti attraverso l'incorporazione nei castelli successivi. Altre strutture ancora in piedi includono un faro al castello di Dover, ora parte di una chiesa. Nella maggior parte dei casi, solo le fondamenta, i solai e le basi dei muri attestano la struttura degli edifici precedenti. Alcuni di questi erano costruzioni su larga scala, come il palazzo di Fishbourne e le Terme romane di Bath. Gli edifici più consistenti del periodo romano aderivano strettamente allo stile delle strutture romane, sebbene i metodi di costruzione tradizionali dell'età del ferro rimanessero in uso generale per le abitazioni più umili, specialmente nelle aree rurali.

## Architettura medievale

### Architettura anglosassone

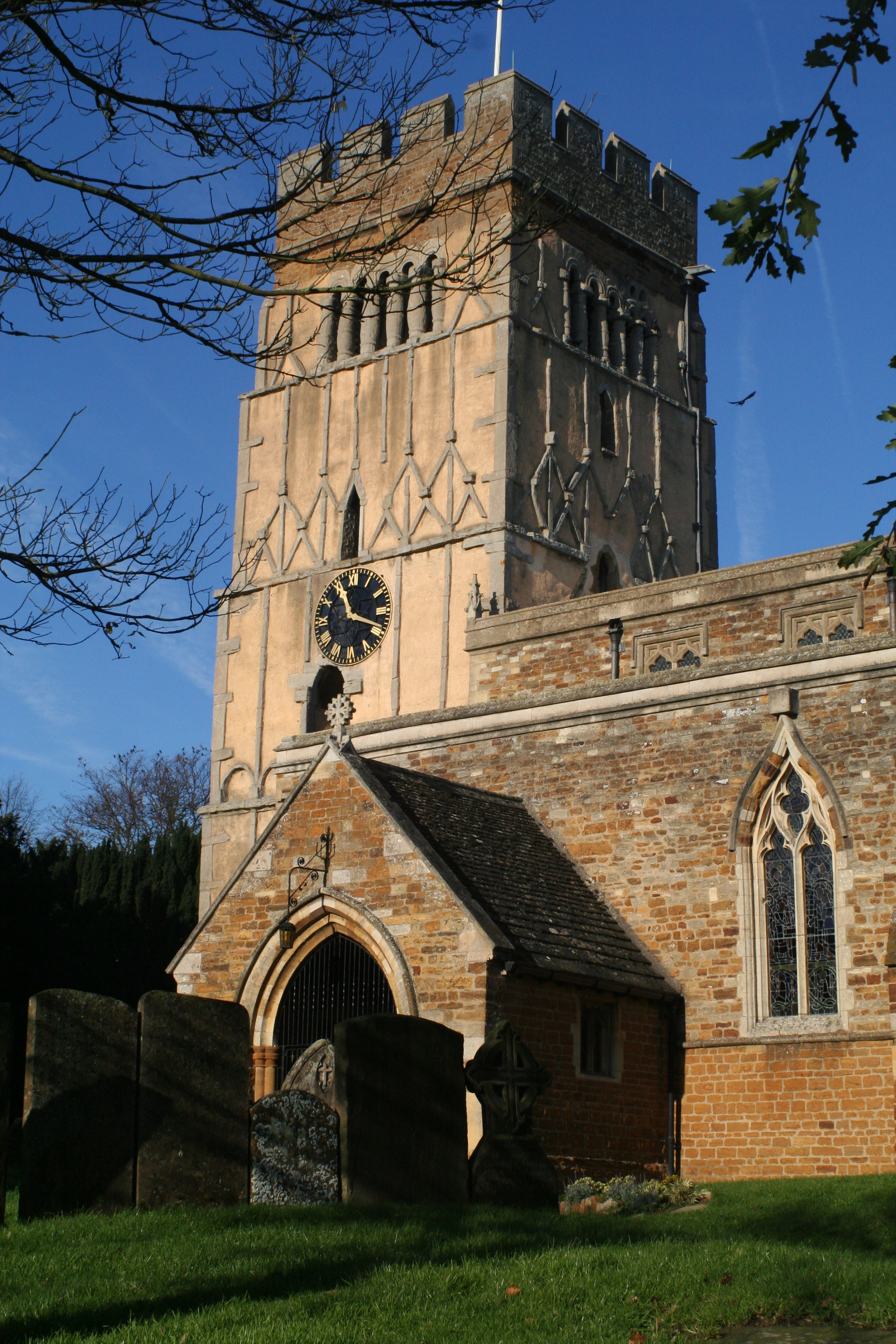
Chiesa di Tutti i Santi, Earls Barton

L'architettura del periodo anglosassone esiste solo sotto forma di chiese, le uniche strutture comunemente costruite in pietra a parte le fortificazioni. I primi esempi risalgono al VII secolo, in particolare a Bradwell-on-Sea e Escomb, ma la maggior parte risale al X e XI secolo. A causa della distruzione sistematica e della sostituzione delle cattedrali e dei monasteri inglesi da parte dei Normanni, non sopravvivono grandi chiese anglosassoni; il più grande esempio esistente è a Brixworth.
Il materiale principale è il concio, talvolta accompagnato da dettagli in mattoni romani riusati. Le chiese anglosassoni sono tipicamente alte e strette e costituite da una navata e da un presbiterio più stretto, spesso accompagnati da una torre ovest. Alcuni presentano portici (camere sporgenti) a ovest o a nord e a sud, creando una pianta cruciforme. Tratti caratteristici sono i conci in 'opera lunga e corta' (alternanza di blocchi verticali e orizzontali) e finestrelle con sommità arrotondata o triangolare, profondamente strombate o a gruppi di due o tre divise da tozze colonne. La forma più comune di decorazione esterna sono le strisce di lesene (sottili strisce verticali o orizzontali di pietra sporgente), tipicamente combinate con arcate cieche. Esempi notevoli di questo esistono a Earls Barton, Bradford-on-Avon e Barton-upon-Humber.

### Architettura normanna

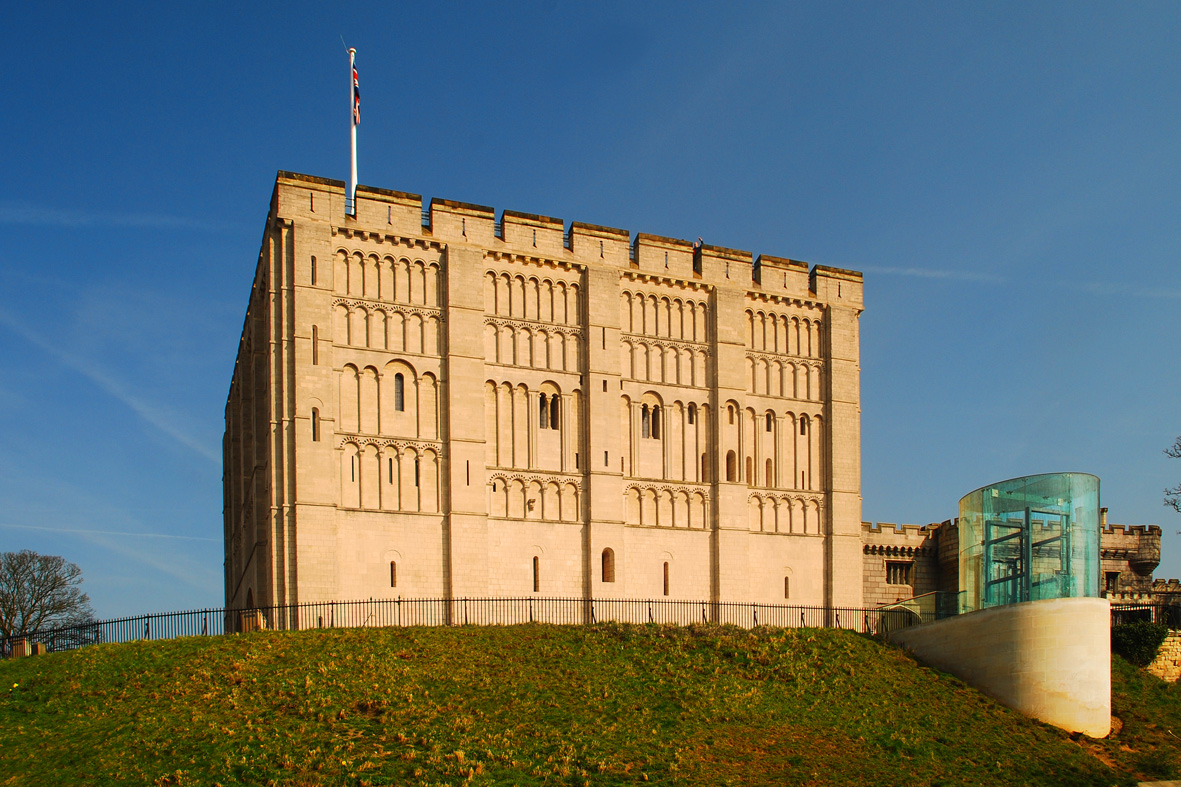
Castello di Norwich: gli archi a tutto sesto sono caratteristici dello stile romanico

Nell'XI secolo i Normanni furono tra i principali esponenti europei dell'architettura romanica, uno stile che aveva iniziato a influenzare l'edilizia ecclesiastica inglese prima del 1066, ma divenne la modalità predominante in Inghilterra con l'enorme ondata di costruzioni che seguì la conquista normanna. I Normanni distrussero gran parte delle chiese inglesi e ne costruirono delle altre romaniche, un processo che interessò tutte le cattedrali inglesi. La maggior parte di queste ultime furono in seguito parzialmente o interamente ricostruite in stile gotico, e sebbene molte conservino ancora consistenti porzioni romaniche, solo la Cattedrale di Durham rimane una struttura prevalentemente romanica (insieme a St Alban e Southwell, chiese abbaziali del periodo medievale). Anche Durham mostra significative caratteristiche di transizione che portano all'emergere del gotico. Le chiese romaniche sono caratterizzate da archi a tutto sesto, arcate sorrette da massicci pilastri cilindrici, volte a crociera e decorazioni scultoree a bassorilievo. Le caratteristiche distintive normanne includono motivi decorativi "chevron".
Sulla scia dell'invasione Guglielmo I fece costruire numerosi castelli di legno a motta castrale per imporre il loro controllo sulla popolazione nativa. Molti furono successivamente ricostruiti in pietra, a cominciare dalla Torre di Londra. Ci sono anche un numero molto limitato di edifici normanni ancora in piedi, ad esempio Jew's House a Lincoln, case padronali a Saltford e Boothby Pagnall e manieri fortificati come il castello di Oakham.

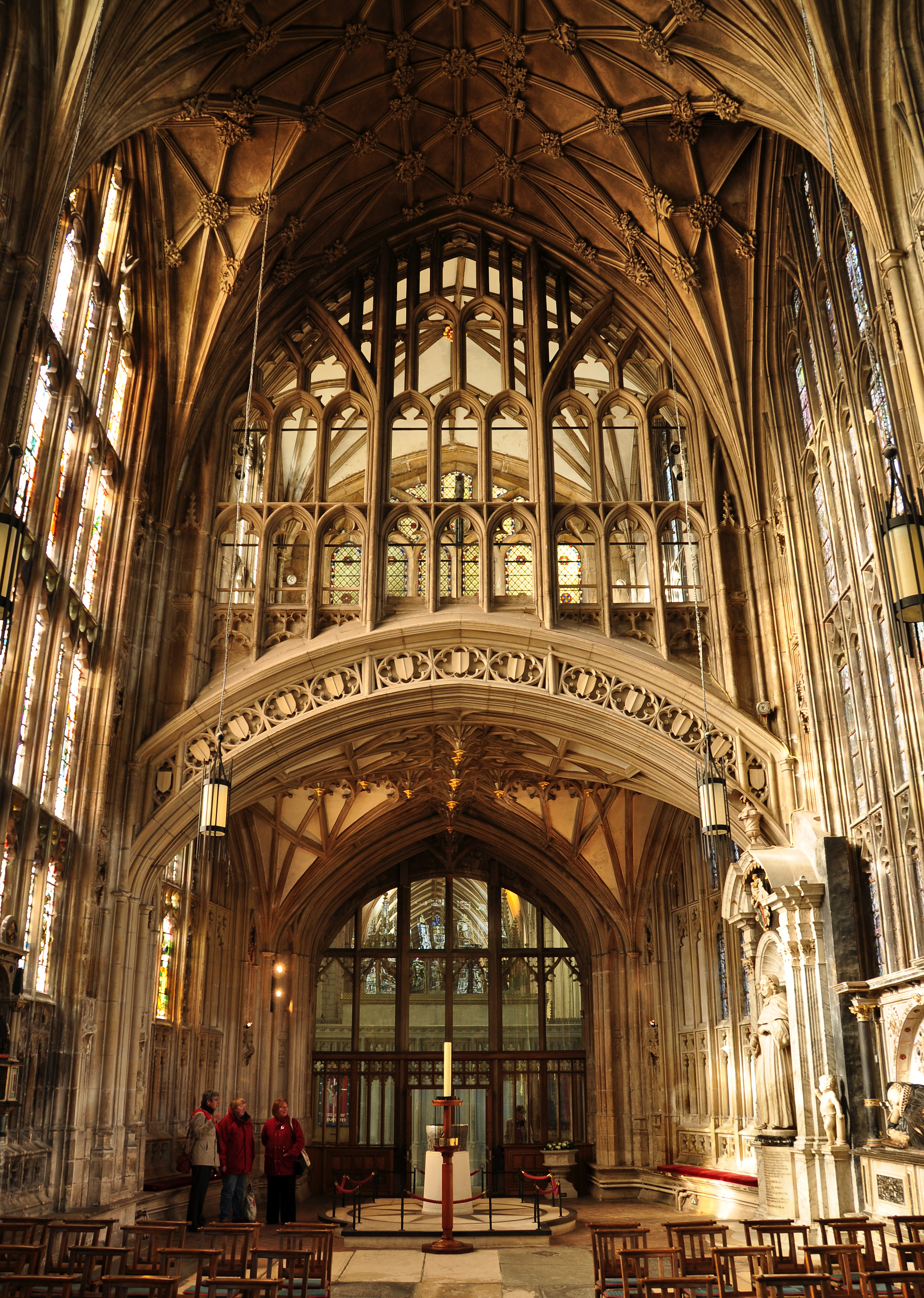
Cappella in gotico perpendicolare: Cattedrale di Gloucester

### Architettura gotica
I principali edifici del tardo medioevo e dei primi secoli dell'età moderna furono costruiti in stile gotico predominante nel tardo medioevo europeo. Le periodizzazioni storico-artistiche sono Early English o First Pointed (fine XII-fine XIII secolo), Gotico decorato o Second Pointed (fine XIII-fine XIV secolo) e Gotico perpendicolare o Third Pointed (XIV-XVII secolo). Il tentativo dell'architetto e storico dell'arte Thomas Rickman di discriminare lo stile dell'architettura in Inghilterra, pubblicato per la prima volta nel 1812, divise l'architettura gotica nelle isole britanniche in tre periodi stilistici. Rickman identificò il periodo dell'architettura da Guglielmo il Conquistatore (regno 1066–1087) a Enrico II (r. 1154–1189) come normanno, da Riccardo Cuor di Leone (r. 1189-1199) a Edoardo I (r. 1272-1307) come primitivo, i regni di Edoardo II (r. 1307-1327) e Edoardo III (r. 1327-1377) come decorato e da Riccardo II (r. 1377-1399) a Enrico VIII (r. 1509-1547) come perpendicolare.
Dal XV secolo, sotto la casata dei Tudor, lo stile gotico prevalente era comunemente noto come architettura Tudor, seguito infine dall'dall'architettura elisabettiana e architettura rinascimentale sotto Elisabetta I (r. 1558-1603). Rickman escluse dal suo schema la maggior parte dei nuovi edifici dopo il regno di Enrico VIII, definendo lo stile di "aggiunte e ricostruzioni" nel tardo XVI secolo e all'inizio del XVII secolo "spesso molto degradato". L'architetto e storico dell'arte Edmund Sharpe pubblicò nel 1851 The Seven Periods of English Architecture, in cui identificò un periodo di transizione pre-gotico (1145–1190) dopo il periodo normanno, in cui venivano impiegati insieme archi a sesto acuto e archi a tutto sesto. Concentrandosi sulle finestre, Sharpe soprannominò il primo stile gotico di Rickman il periodo di Lancet (1190-1245), divise il secondo geometrico (1245-1315) e poicurvilineo (1315-1360) e chiamò il terzo stile Rettilineo (1360-1550).
Quest'ultimo stile gotico era caratterizzato da grandi finestre, archi quadricentrici, linee diritte verticali e orizzontali nel traforo e pannelli rettangolari sormontati da archi regolari. Perpendicolare era lo stile prevalente dell'architettura tardo gotica, dal XIV al XVII secolo ed era unico nel paese: nessun stile equivalente sorse nell'Europa continentale o altrove nelle isole britanniche. Di tutti gli stili architettonici gotici, il perpendicolare è stato il primo a sperimentare una seconda ondata di popolarità dal XVIII secolo in poi nell'architettura neogotica.

### Architettura spontanea

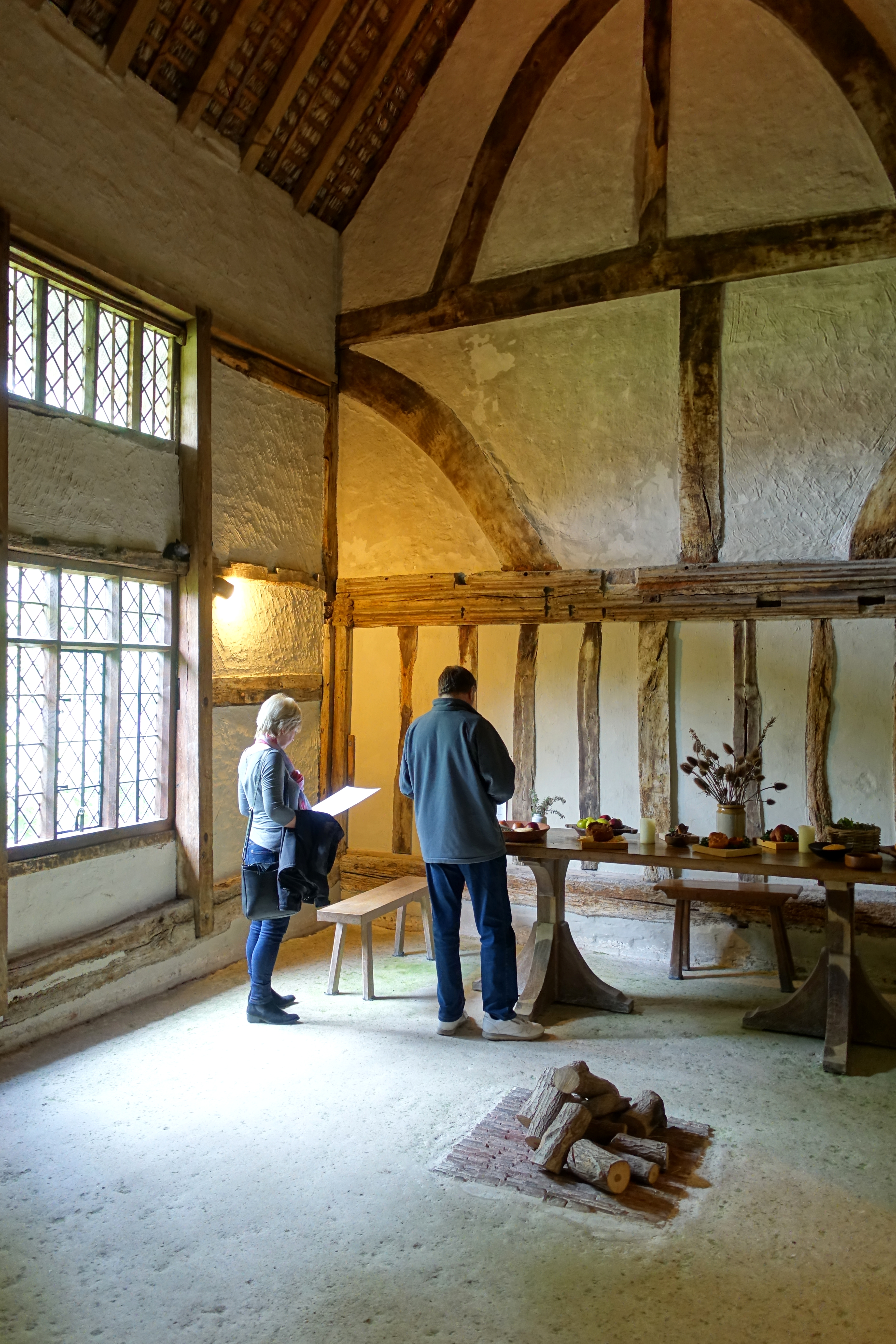
Sala della casa del clero di Alfriston, XIV secolo

Poco sopravvive dell'architettura spontanea del periodo medievale a causa dell'uso di materiali deperibili per la grande maggioranza degli edifici. La maggior parte degli edifici domestici erano costruiti a graticcio, solitamente con tamponamenti in canniccio e fango. I tetti erano tipicamente coperti di paglia anche se vennero impiegate anche scandole di legno, e dal XII secolo, in alcune zone, entrarono in uso piastrelle e ardesia. Sempre intorno al XII secolo, fu introdotta la struttura "cruck", aumentando le dimensioni degli edifici spontanei con struttura in legno. In genere, le case più grandi di questo periodo erano basate su una grande sala aperta dal pavimento al tetto. Una campata a ciascuna estremità era suddivisa in due piani e utilizzata per locali di servizio e stanze private per il proprietario. Anche le case delle persone appartenenti alle classi sociali più elevate erano piccole per gli standard moderni, fatta eccezione per i molto ricchi.
Gli edifici sopravvissuti di questo periodo sono case padronali con fossato di cui Ightham Mote è un notevole esempio del tardo medioevo, e case Wealden come Alfriston Clergy House. Tintagel Old Post Office è una casa padronale del XIV secolo in una parte del paese dove la pietra era il tipico materiale da costruzione per le case migliori. Little Moreton Hall, una grande casa padronale iniziata nel 1504-1508 e successivamente ampliata, è un famoso pezzo di casa a graticcio. Vicino al pericoloso confine scozzese, la peel tower era una specie di casa torre o piccolo castello, molto più comune in Scozia. La "bastle house" era una versione a due piani, che continuava la tradizione di quella che era stata una forma comune di casa per i benestanti in tutto il paese nel tardo periodo anglosassone e normanno.

## Transizione Tudor

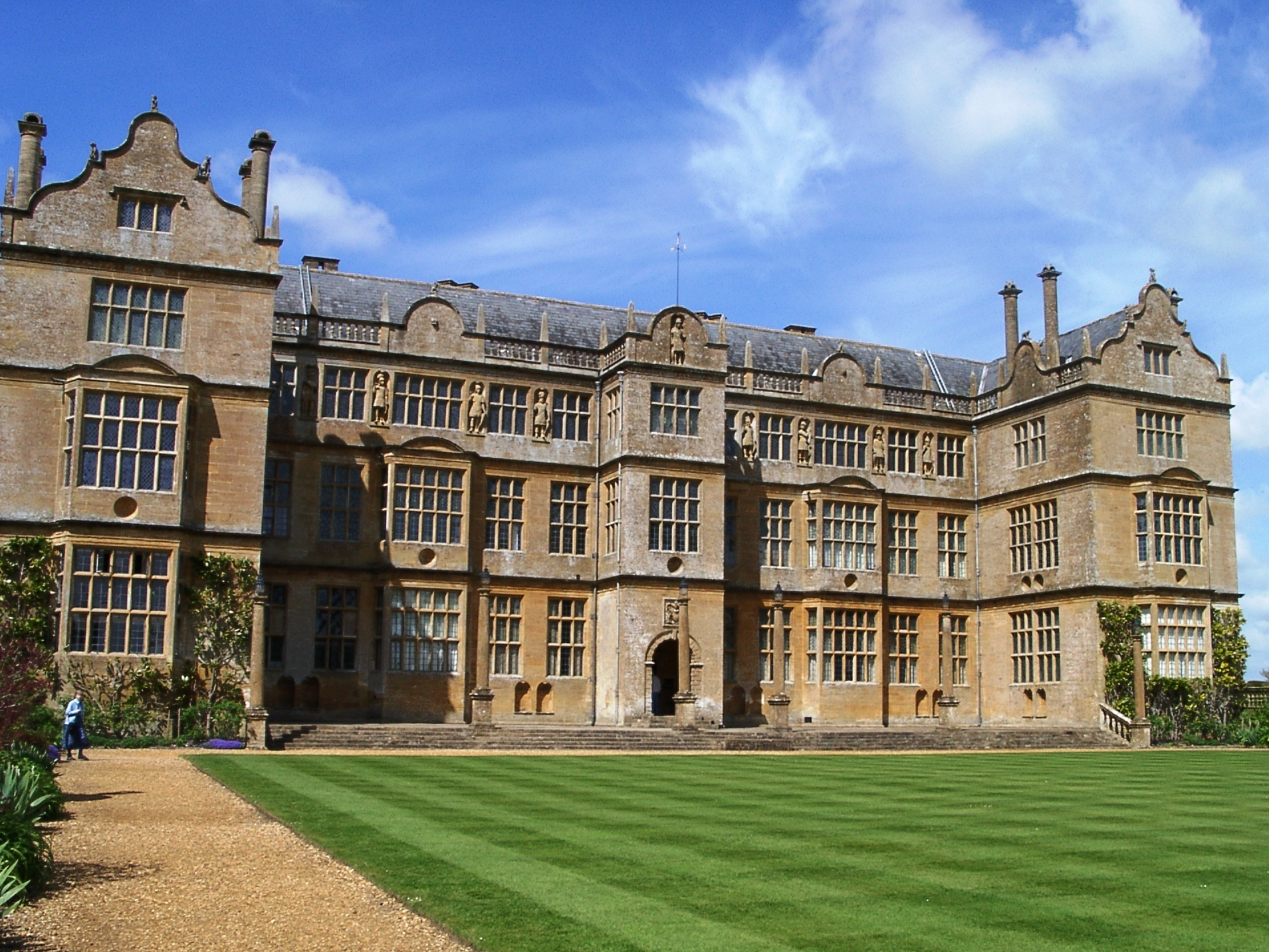
Montacute House, vicino a Yeovil, Somerset. Costruita nel 1598

Il periodo Tudor costituì una fase di transizione, in cui la continuità organica e l'innovazione tecnica dell'epoca medievale lasciavano il posto a secoli in cui l'architettura venne dominata da un susseguirsi di tentativi di far rivivere stili precedenti.
Lo stile gotico perpendicolare raggiunse il suo culmine durante il regno di Enrico VII e nei primi anni di quello di Enrico VIII, con la costruzione della Cappella del King's College di Cambridge e della Cappella di Enrico VII nell'Abbazia di Westminster. Tuttavia, la Riforma protestante interruppe efficacemente la costruzione di chiese in Inghilterra, che continuò nella maggior parte del paese fino al XIX secolo.
Al tempo dell'ascesa al trono di Enrico VII, la costruzione di castelli era giunta al termine e sotto i Tudor si diffusero le case di campagna e i palazzi ostentati e non fortificati, costruiti in pietra o in mattoni, che divennero per la prima volta un materiale da costruzione comune in Inghilterra in quel periodo. Le caratteristiche del primo stile Tudor includevano imponenti corpi di guardia (una vestigia del castello), archi a sesto acuto in stile gotico perpendicolare, finestre a testa quadrata, frontoni a forma decorativa e grandi camini decorati. Gli eccezionali esempi sopravvissuti dell'architettura dei primi palazzi Tudor includono Hampton Court e Layer Marney Tower.
Nel corso del XVI secolo gli elementi classici derivati dall'architettura rinascimentale italiana esercitarono un'influenza crescente, inizialmente sulla decorazione della superficie, ma nel tempo plasmarono l'intero disegno degli edifici, mentre l'uso di elementi medievali diminuiva. Questo sviluppo ha diede origine a sontuose abitazioni in pietra o case prodigio come Hardwick Hall e Montacute House.

## Stile revival

### Architettura Stuart

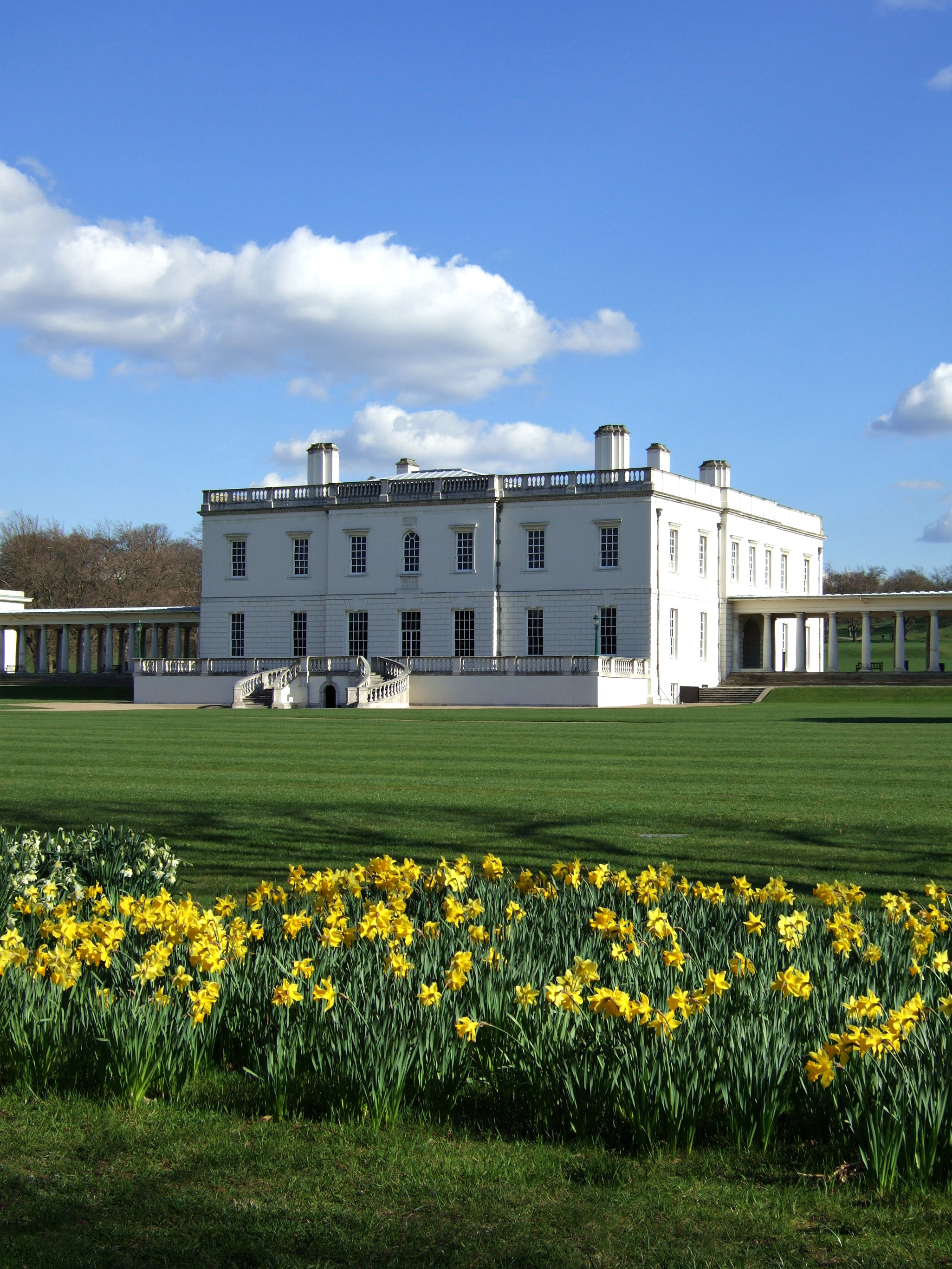
Queen's House, Greenwich

Nel corso del XVII secolo il continuo avanzare delle forme classiche prevalse sull'eclettismo dell'architettura rinascimentale inglese, che lasciò il posto a uno stile più uniforme derivato da modelli continentali, principalmente italiani. Ciò comportò il passaggio dalla raffinatezza strutturale dell'architettura gotica a forme derivate dai metodi di costruzione più primitivi dell'antichità classica. Lo stile era caratterizzato da finestre e porte quadrate o a tutto sesto, soffitti piatti, colonnati, lesene, frontoni e cupole. L'architettura classica in Inghilterra tendeva ad essere relativamente semplice rispetto all'architettura barocca contemporanea del continente, influenzata soprattutto dallo stile palladiano dell'Italia. Questo fu introdotto per la prima volta in Inghilterra da Inigo Jones e caratterizzato dalla sua Queen's House a Greenwich.

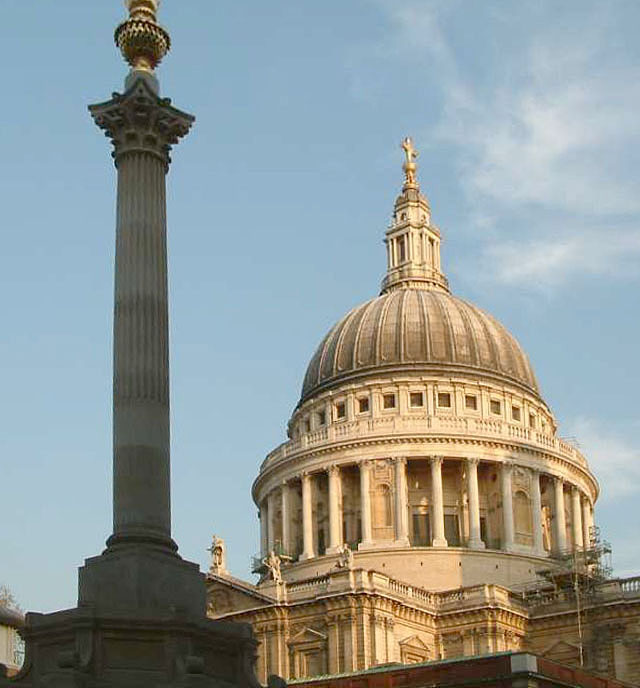
La cupola della cattedrale di San Paolo progettata da Sir Christopher Wren

Il Grande incendio di Londra, nel 1666, costrinse alla ricostruzione di gran parte della città, che fu l'unica parte del paese a vedere una quantità significativa di edifici ecclesiastici tra la Riforma e il XIX secolo. Sir Christopher Wren venne incaricato di sostituire molte delle chiese distrutte, ma il suo progetto per ricostruire Londra nel suo insieme fu respinto. Le chiese di Wren esemplificano il caratteristico approccio inglese alla costruzione di chiese in maniera classica, che rifiutava in gran parte le cupole che caratterizzavano il barocco continentale e impiegava una vasta gamma di diverse forme di campanile, sforzi sperimentali per trovare un sostituto per la guglia gotica all'interno di una modalità classica. Tuttavia, una cupola ebbe un posto di rilievo nella più grandiosa costruzione di Wren, la Cattedrale di San Paolo, l'unica cattedrale inglese costruita nella tradizione classica.
Il tardo XVII secolo vide diffondersi in Inghilterra l'architettura barocca, una versione del classicismo caratterizzata da pesanti ammassamenti e decorazioni ostentatamente elaborate. Le grandi case di campagna barocche iniziarono ad apparire in Inghilterra nel 1690, esemplificate da Chatsworth House e Castle Howard. I più significativi architetti barocchi inglesi dopo Wren furono Sir John Vanbrugh e Nicholas Hawksmoor, che adattarono lo stile barocco ai gusti inglesi in case come Blenheim Palace, Seaton Delaval Hall e Easton Neston.

### Architettura georgiana

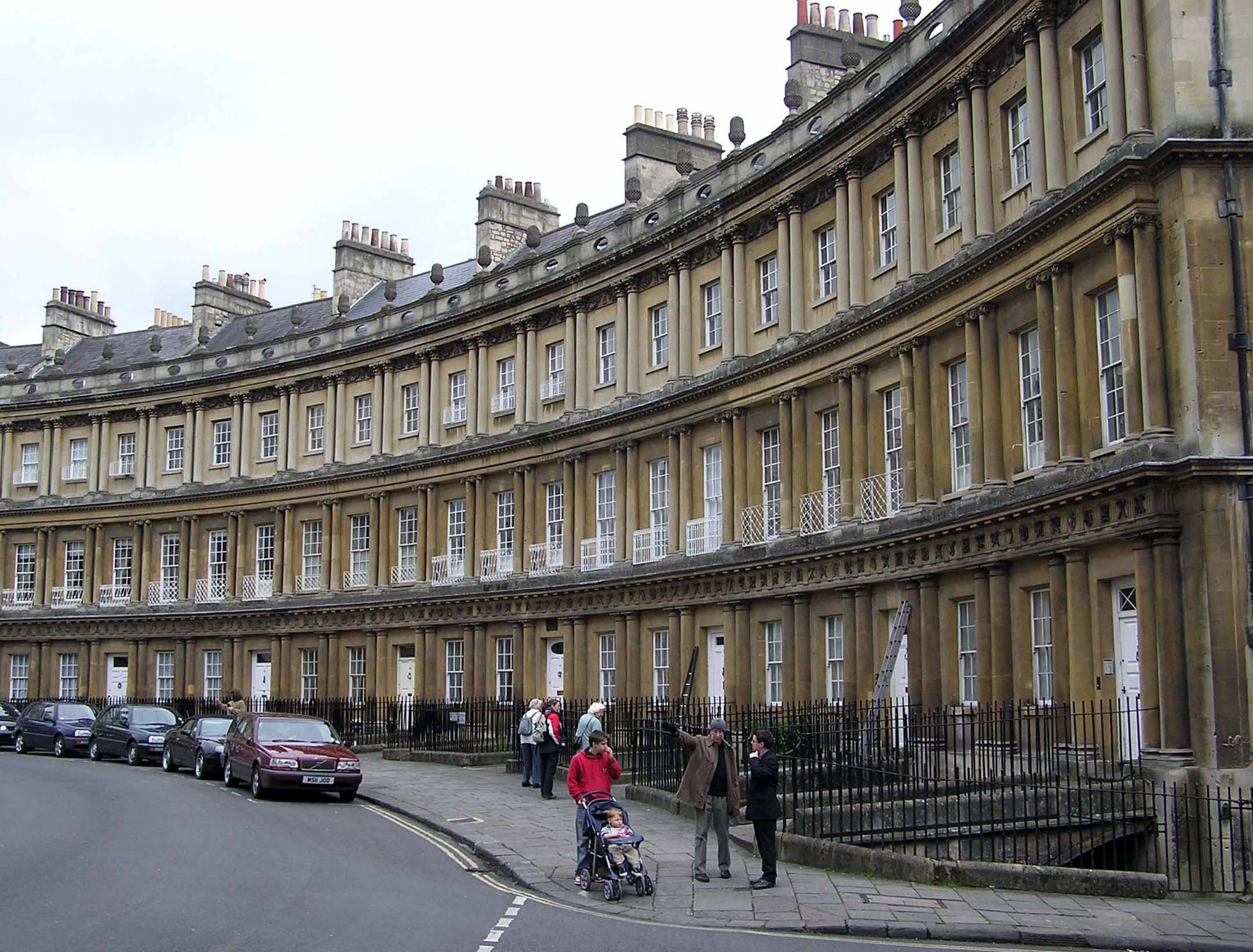
Circus di Bath

Il XVIII secolo vide un allontanamento dall'elaborazione barocca e un ritorno a un approccio più austero, al classicismo. Questo spostamento portò inizialmente un ritorno al palladianesimo italiano che aveva caratterizzato le prime manifestazioni dell'architettura classica in Inghilterra. La successiva architettura neoclassica idealizzò sempre più le forme greche antiche, che erano viste come rappresentanti del Classicismo nella sua "purezza" originale, rispetto alle forme romane. Le case di campagna che rappresentano questo stile includono l'Abbazia di Woburn e Kedleston Hall. Questo periodo vide anche l'emergere di un approccio sempre più pianificato all'espansione urbana, e la costruzione sistematica e simultanea di intere strade o piazze, o addirittura di interi quartieri, dando origine a nuove forme di costruzione domestica, le case a schiera e la mezzaluna, come esemplificato a Bath e a Bloomsbury e Mayfair a Londra. Tra i notevoli architetti di quest'epoca c'erano Robert Adam, Sir William Chambers, John Wood e James Wyatt.

### Architettura vittoriana

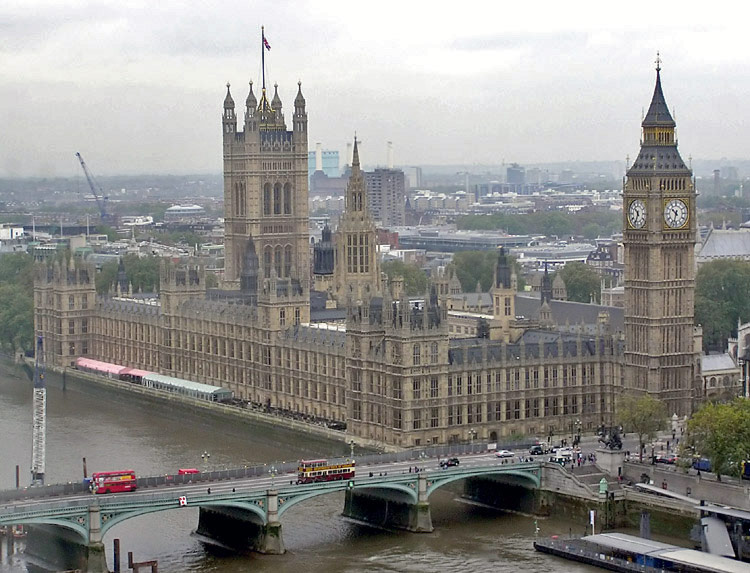
Il Palazzo di Westminster, completato nel 1870. Progettato da Sir Charles Barry e Augustus Welby Northmore Pugin

Il XIX secolo vide una frammentazione dell'architettura inglese, poiché le forme classiche continuarono ad essere ampiamente utilizzate ma furono sfidate da una serie di revival tipicamente inglesi di altri stili, attingendo principalmente alle tradizioni gotiche, rinascimentali e spontanee ma incorporando anche altri elementi. A questo storicismo in corso si contrappone una ripresa dell'innovazione tecnica, in gran parte sospesa dal Rinascimento, ma ora alimentata da nuovi materiali e tecniche derivati dalla Rivoluzione industriale, in particolare dall'uso di strutture in ferro e acciaio, e dalla domanda di nuove tipologie edilizie. La rapida crescita e urbanizzazione della popolazione comportò un'immensa quantità di nuove costruzioni domestiche e commerciali, mentre gli stessi processi combinati con una rinascita religiosa portarono a una diffusa ripresa dell'edilizia ecclesiastica. La produzione meccanizzata, le ferrovie e i servizi pubblici richiedevano nuove forme di costruzione, mentre le nuove città industriali investivano pesantemente in grandi edifici civili e anche l'enorme espansione e diversificazione delle attività educative, culturali e ricreative creavano nuove esigenze architettoniche.
Il revival gotico fu uno sviluppo emerso in Inghilterra e la cui influenza, tranne che nella costruzione di chiese, era in gran parte limitata al mondo di lingua inglese. Era iniziato su piccola scala nel XVIII secolo sotto lo stimolo del Romanticismo, una tendenza iniziata dalla Villa di Strawberry Hill di Horace Walpole. Tuttavia, la diffusa costruzione gotica iniziò solo nel XIX secolo, guidata dal rinnovamento dell'edificio ecclesiastico, ma estendendosi alla costruzione civile. L'architettura del primo revival gotico era stravagante e non sistematica, ma nell'età vittoriana il revival sviluppò un rigore astratto e divenne un movimento guidato da preoccupazioni culturali, religiose e sociali che si estendevano ben oltre l'architettura, vedendo lo stile gotico e il modo di vivere medievale come percorso verso la rigenerazione spirituale della società. Il primo grande ideologo di questo movimento fu Augustus Welby Northmore Pugin, che insieme a Charles Barry progettò il nuovo Palazzo di Westminster, la più grandiosa opera di architettura gotica vittoriana.

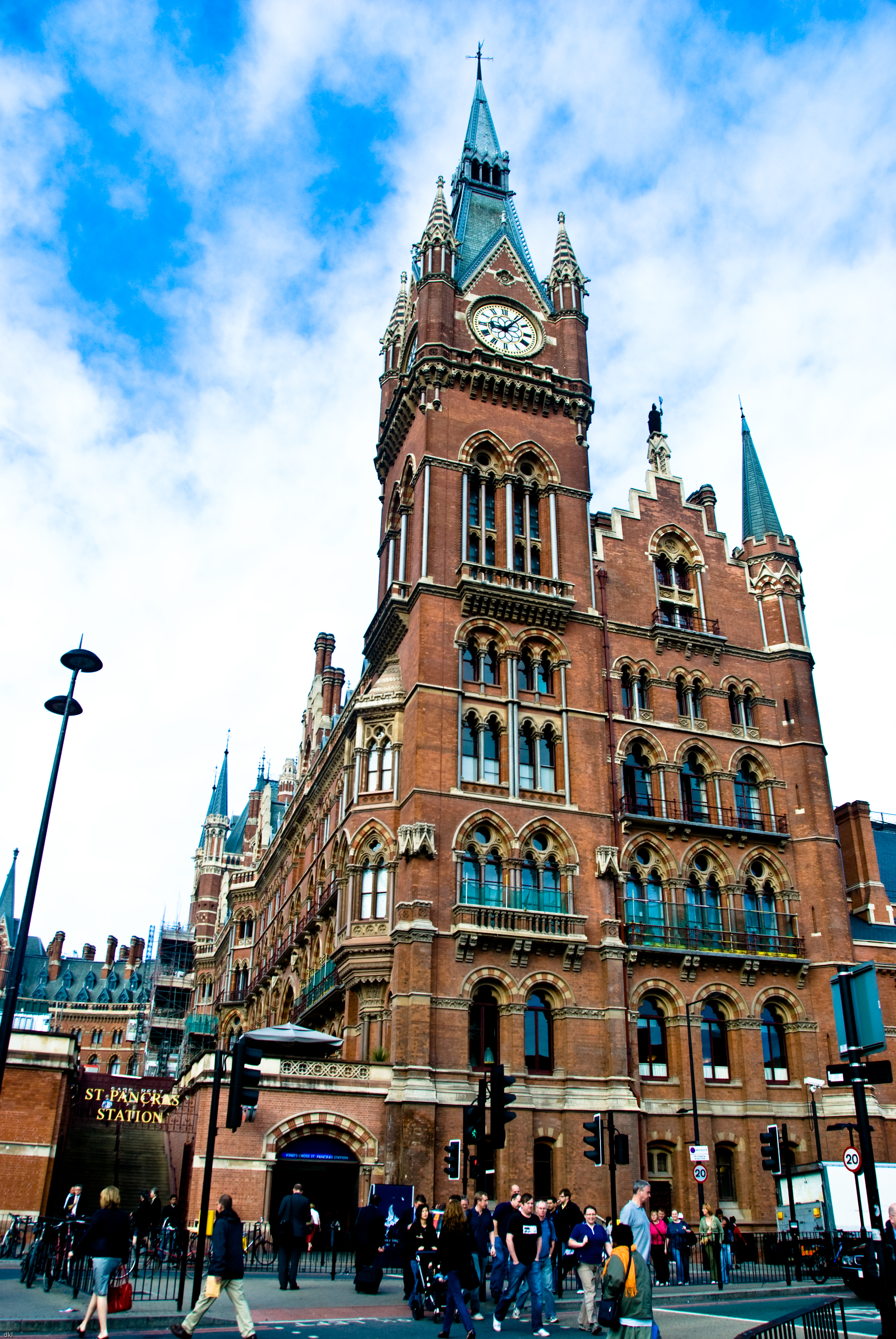
Stazione di Londra St Pancras, progettata da George Gilbert Scott

Lo stile perpendicolare dell'edificio del Parlamento rifletteva la predominanza delle forme successive di gotico inglese nel primo periodo vittoriano, ma in seguito lasciò il posto a una preferenza per il semplice gotico inglese o francese e soprattutto a uno stile derivato dall'architettura dell'Italia medievale e dei Paesi Bassi. Questo alto gotico vittoriano fu guidato principalmente dagli scritti di John Ruskin, basati sulle sue osservazioni degli edifici di Venezia, mentre il suo archetipo era l'architetto delle chiese William Butterfield. Era caratterizzato da pesanti volumi, scarso uso di trafori o decorazioni scultoree e un'enfasi sui motivi policromi creati attraverso l'uso di diversi colori di mattoni e pietra. Il revival gotico guidò anche uno sforzo diffuso per restaurare chiese medievali in rovina, una pratica che spesso andava oltre il restauro per coinvolgere un'ampia ricostruzione. L'esponente più attivo di questa attività fu anche il più prolifico progettista di nuovi edifici gotici, George Gilbert Scott, il cui lavoro è esemplificato dalla Stazione di Londra St Pancras. Altri importanti architetti gotici vittoriani furono George Edmund Street, J.F. Pearson e G.F. Bodley.
Il periodo vittoriano vide un risveglio di interesse per le tradizioni costruttive spontanee inglesi, concentrandosi principalmente sull'architettura domestica e impiegando caratteristiche come il graticcio e le piastrelle, il cui principale praticante fu Richard Norman Shaw. Anche questo sviluppo venne plasmato da considerazioni ideologiche molto più ampie, fortemente influenzate da William Morris e dal movimento dell'Arts and Crafts. Sebbene il suo ethos condividesse molto con il revival gotico, le sue preoccupazioni erano meno religiose ed erano collegate al socialismo romantico e al disgusto per l'industrializzazione e la vita urbana. D'altra parte, l'architettura industriale britannica fece rivivere i vecchi stili e ne sviluppò di nuovi. Alla fine del XIX secolo elementi spontanei si mescolarono con forme tratte dall'architettura rinascimentale dell'Inghilterra e dei Paesi Bassi per produrre una sintesi denominata stile Regina Anna, che in effetti somigliava molto poco all'architettura di quel regno. Mentre alcuni architetti del periodo erano ideologicamente impegnati in un modo particolare, una tendenza personificata da Pugin, altri erano felici di muoversi tra gli stili. Un esempio di questo approccio fu Alfred Waterhouse, le cui opere includevano edifici in stili romanico, gotico e rinascimentale e fusioni eclettiche tra i diversi stili.

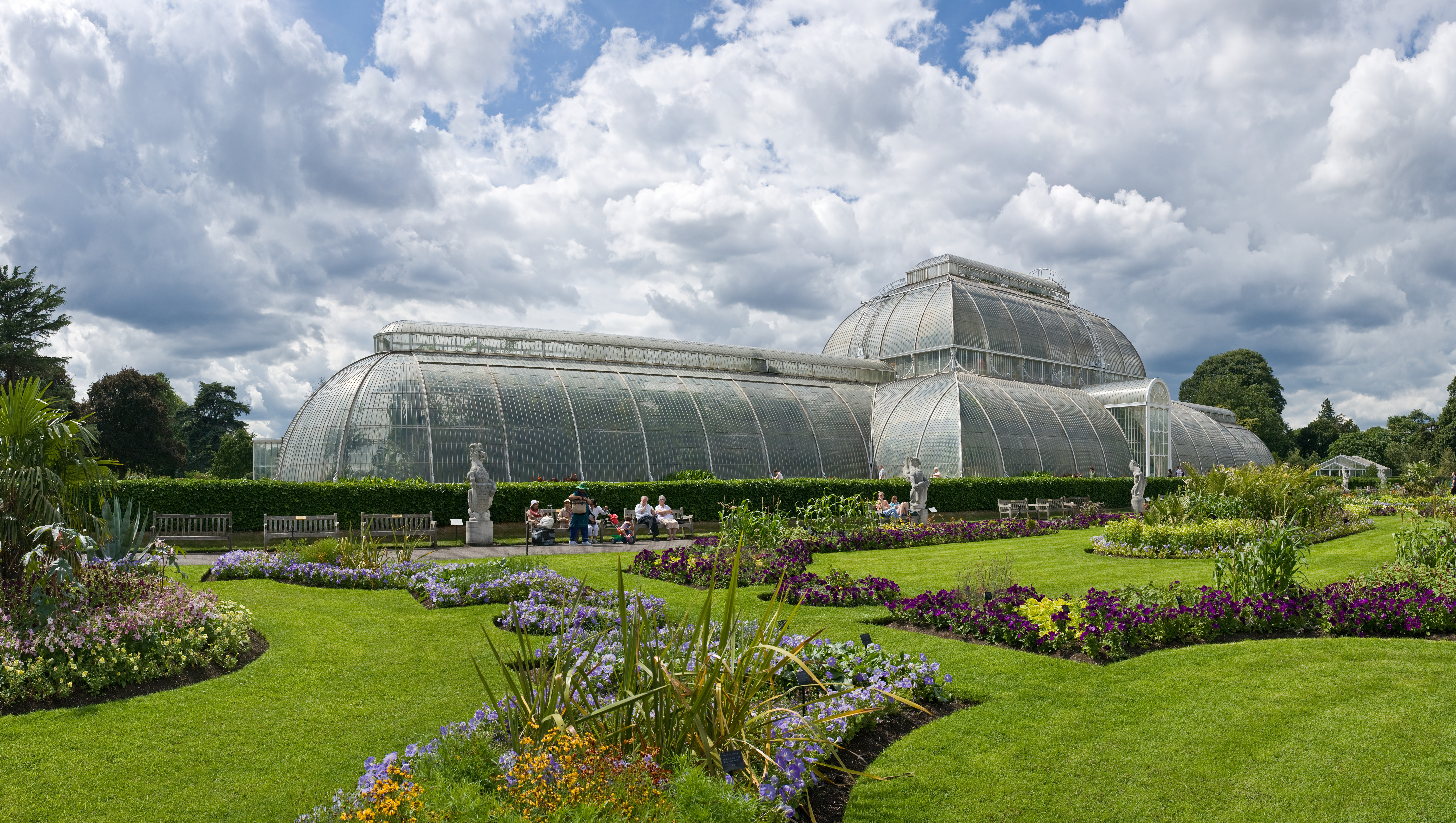
La Palm House a Kew Gardens, un esempio chiave di costruzione di serra vittoriana

La nuova tecnologia di costruzione del telaio in ferro e acciaio esercitò un'influenza su molte forme di costruzione, sebbene il suo uso fosse spesso mascherato da forme tradizionali. Si espresse in modo importante in due delle nuove forme di edificio che caratterizzavano l'architettura vittoriana, i capannoni dei treni delle stazioni ferroviarie e le serre. Il massimo esponente di questo genere fu Joseph Paxton, architetto del Crystal Palace.
Nel XVIII secolo alcuni architetti inglesi erano emigrati nelle colonie, ma quando l'impero britannico si affermò saldamente nel XIX secolo molti architetti all'inizio della loro carriera presero la decisione di emigrare, molti scelsero gli Stati Uniti ma la maggior parte andò in Canada, Australia o Nuova Zelanda, poiché si presentavano opportunità per soddisfare la crescente domanda di edifici in quei paesi. Normalmente adottarono lo stile dell'architettura alla moda quando lasciarono l'Inghilterra, sebbene entro la seconda metà del secolo, il miglioramento dei trasporti e delle comunicazioni significò che anche parti abbastanza remote dell'Impero avevano accesso a molte pubblicazioni, come la rivista The Builder. Ciò consentì agli architetti coloniali di rimanere al passo con la moda dell'epoca. Così l'influenza dell'architettura inglese si diffuse in tutto il mondo. Diversi importanti architetti del XIX secolo produssero progetti che vennero realizzati da architetti nelle varie colonie. Ad esempio, Sir George Gilbert Scott progettò la Bombay University e William Butterfield la Cattedrale di St Peter ad Adelaide.

### Stili storici nel XX secolo
L'ultimo grande esponente dell'eclettismo tardo vittoriano libero rinascimentale fu Edwin Lutyens, e il suo passaggio alla modalità Classica dopo il 1900 simboleggiò un più ampio ritiro, dal fermento stilistico del XIX secolo a un Classicismo semplice e omogeneo basato su esemplari georgiani, un approccio seguito da molti architetti dell'inizio del XX secolo, in particolare Herbert Baker e Reginald Blomfield. Questo stile neo-georgiano, sebbene non molto favorito nei decenni successivi dalla professione di architetto o dai critici di architettura, è rimasto popolare tra i clienti e i commentatori conservatori, in particolare Carlo, principe di Galles. L'architettura domestica per tutto il XX secolo e oltre ha continuato ad essere fortemente influenzata da una versione omogeneizzata degli stili di rinascita spontanea vittoriana. Alcuni architetti hanno risposto al modernismo e alle circostanze economiche producendo versioni ridotte degli stili tradizionali; il lavoro di Giles Gilbert Scott lo illustra bene.

## Architettura moderna

### Stile internazionale
Lo stile internazionale (noto anche come modernismo) emerse come reazione contro il mondo prima della prima guerra mondiale, compresi gli stili architettonici storici. Stilisticamente era funzionale, attingendo a oggetti progettati per uno scopo specifico. Emerse come un'idea dall'Europa continentale, ma divenne di interesse per alcuni architetti inglesi. Tuttavia l'arrivo di architetti emigrati come Mendelsohn e Lubetkin fece fiorire l'architettura moderna in Inghilterra.
Il bombardamento delle città inglesi creò una carenza di alloggi, negli anni del dopoguerra. Per far fronte a questo problema vennero costruite molte migliaia (forse centinaia di migliaia) di case popolari in architettura spontanea offrendo alla classe lavoratrice la sua prima esperienza di giardini privati e servizi igienici interni. La domanda venne in parte soddisfatta attraverso la prefabbricazione di edifici all'interno di stabilimenti, dando origine al “Prefabbricato”.

### Architettura brutalista
La ricostruzione che seguì la seconda guerra mondiale ebbe un forte impatto sull'architettura inglese. L'austerità fece sì che il costo dettasse molte decisioni di progettazione, tuttavia emersero significativi movimenti architettonici. Uno di questi movimenti fu lo sviluppo nativo del brutalismo. Il suo aspetto venne creato dal desiderio di esprimere le modalità con le quali venivano costruiti gli edifici, ad esempio attraverso l'uso del cemento faccia vista. Importanti edifici "New Brutalist" furono l'Economist Building, la Hayward Gallery, il Barbican Arts Center e il Royal National Theatre.

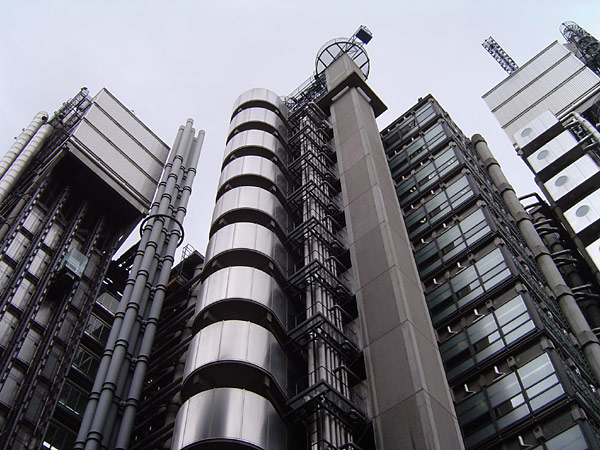
Lloyd's Building nella City di Londra. Progettato da Richard Rogers. Fine del XX secolo

### Architettura high-tech
L'architettura high-tech emerse come tentativo di rivitalizzare il linguaggio del modernismo, traendo ispirazione dalla tecnologia per creare una nuova espressione architettonica. Il lavoro teorico di Archigram fornì una significativa ispirazione al movimento high-tec. L'architettura high-tech venne per lo più associata a edifici non domestici, forse a causa dell'immaginario tecnologico. I due più importanti sostenitori furono Richard Rogers e Norman Foster. L'edificio inglese più iconico di Rogers è il Lloyd's Building, situato nelle vicinanze del più famoso edificio 30 St Mary Axe di Foster (soprannominato The Gherkin). La loro rispettiva influenza continua nel secolo in corso.

### Architettura postmoderna
L'architettura postmoderna è emersa anche come tentativo di arricchire l'architettura moderna. Era particolarmente di moda negli anni 1980, quando il modernismo era caduto in disgrazia, essendo associato allo stato sociale. Molti centri commerciali e complessi di uffici, ad esempio Broadgate, hanno utilizzato questo stile. Professionisti notevoli sono stati James Stirling e Terry Farrell, anche se Farrell tornò al modernismo negli anni 1990. Un esempio significativo di postmodernismo è la Sainsbury Wing della National Gallery di Robert Venturi.

### Architettura contemporanea
Importanti edifici recenti, in una varietà di stili, includono la Peckham Library e la stazione North Greenwich della metropolitana di Londra di Will Alsop, il Museo del fiume e del canottaggio, Hepworth Wakefield, Lord's Media Center, Selfridges Building a Birmingham di David Chipperfield, Centro acquatico di Londra di Zaha Hadid, Beetham Tower di Manchester, Beetham Tower di Birmingham dell'architetto Ian Simpson.